# Epidermis (botànica)
1. Medul·la vegetal
2. protoxilema
3. xilema
4. floema
5. fibres d'esclerènquima
6. còrtex
7. epidermis

Cross-section of a flax plant stem:

El teixit epidèrmic vegetal és el teixit protector viu que recobreix la superfície de tota la planta quan aquesta posseeix estructura primària. Només es considera que falta l'epidermis a la caliptra de l'arrel i en els meristemes apicals. A part de la seva funció protectora també actua mecànicament, contribuint en part al sosteniment, a causa de la compacitat de les seves cèl·lules. El seu precursor meristemàtic és la protodermis del meristema apical caulinar a la plàntula, i a les arrels, del meristema apical radical.
És una capa impermeable i gruixuda, i normalment està formada per una sola capa heterogènia de cèl·lules aplanades, la funció és protegir les cèl·lules interiors, limitar la transpiració, secretar algunes substàncies, emmagatzemar altres, i intercanviar gasos amb el medi ambient. L'epidermis es conserva en aquelles plantes que tenen òrgans únicament amb creixement primari, en canvi els òrgans amb creixement secundari l'eliminen, formant la periderma.
Les seves cèl·lules estan recobertes per una cutícula formada per cutina i en certes plantes per cutana, microfibril·les de polisacàrids i ceres, constituïda per una barreja de polièsters. Aquesta capa restringeix tant la transpiració com l'entrada de diòxid de carboni, pel que són els estomes els responsables d'aquesta activitat.